# Indická princezna
Indická princezna je opereta ve třech jednáních českého skladatele Karla Bendla na libreto českého dramatika a režiséra Antonína Puldy na námět činohry Augusta von Kotzebua Die Prinzessin von Kakambo. Vznikla v letech 1876–77 a poprvé byla provedena dne 26. srpna 1877 v pražském Novém českém divadle, letní scéně Prozatímního divadla. Indická princezna je považována za první původní českou operetu.

## Vznik a historie díla
Jako první dílo operetního žánru byla v českých zemích provedena opereta Jacquese Offenbacha Zasnoubení při lucernách, a to v lednu 1859 ve Stavovském divadle (v němčině). Rovněž brzy po vzniku českého Prozatímního divadla se opereta začala hrát i tam (poprvé Offenbachův Orfeus v podsvětí 13. prosince 1863) a díla Offenbacha, Lecocqa, Suppého, Genéa, Zajce nebo Strausse tvořily značný podíl na jeho repertoáru. Zpočátku nebyl tento žánr plně vyhraněn a podle starších zvyklostí byly jako „opereta“ nazývány i kratší nebo lehčí komické opery – jako Prodaná nevěsta, V studni nebo Mikuláš – v 70. letech 19. století však se již oba žánry rozlišovaly. Přestože opereta neměla takový symbolický kulturní význam jako opera, volala část kulturní veřejnosti, mimo jiné básník a divadelní kritik Jan Neruda, po vzniku původní české operety jako nutné součásti samostatné české kultury.
Tohoto experimentu se ujal jako první z českých skladatelů Karel Bendl, dosud veřejnosti známý jako sbormistr pražského Hlaholu a autor řady písní, sborů a velkých romantických oper Lejla a Břetislav, tedy výhradně ve vážném oboru (jeho komická opera Starý ženich v té době dosud nebyla uvedena). Libreto mu napsal významný herec a režisér Prozatímního divadla Antonín Pulda podle starší hry německého dramatika Augusta von Kotzebua Princezna z Kakamba (Die Prinzessin von Kakambo).(ČHS) Po vzoru zejména offenbachovských operet se děj odehrával ve fantaskním exotickém prostředí a základní motiv ke zbláznění neodolatelně přitažlivé princezny poskytoval příležitost k pikantní, jemně eroticky laděné zábavě, jakou obecenstvo od operety očekávalo. Bendla přitahovaly k námětu (stejně jako v případě Lejly a později Černohorců) zejména exotické orientální prvky. Zhudebnil ji v letech 1876–1877 a na počátku sezóny 1877/78 byla poprvé provedena v Novém českém divadle, letní scéně Prozatímního divadla, kde zábavný repertoár z operet a frašek tradičně převažoval. Inscenaci byla věnována mimořádná studijní a výpravná péče, byly pořízeny nové dekorace a kostýmy, a baletní sbor rozšířen o elévky na 24 tanečnic.
První českou operetu předcházela velká očekávání, která se zprvu zdála splňovat (Národní listy: „Dobrá pověst, která novinku tu předcházela, osvědčila se v úplné míře.“, Pražský denník: „O operetě této se již napřed povídalo, že o mnohém předčí i operety cizích skladatelů, a obecenstvo se v neděli, kdy poprvé provozována byla, nezklamalo.“). Josef Bartoš popisuje premiéru takto: "Byla to událost. Již dávno nevidělo Nové české divadlo tak četného i nadšeného obecenstva jako při premiéře Bendlovy Indické princezny. Od prvních sedadel v přízemí až do posledního místečka galerií – všude hlava na hlavě. Naše obecenstvo bylo nadšeno, jeho dávný sen byl splněn: máme svou vlastní, z domácí půdy vzešlou, českou operetu! Ba i kritice dmula se prsa pýchou nad tou ctí. Libreto bylo shledáváno poutavým, hudba roztomilou a celá práce obou autorů kladena důstojně po bok obdobným pracím cizím." Kritika spokojeně konstatovala, že Bendl neupadl do pokušení psát hudbu pro zvolený žánr příliš vážnou: většina písní byly strofické kuplety, většinou krátké, o dvou tématech. Upozorňovala však i na nebezpečí: „Melodie žijí svou líbivostí, nejsou triviální, ale také nemají dlouhého dechu, a celkem se opírají spíše o rychlé střídání než o hlubší propracování.“ Spíše než nepropracovanost motivů však vážila námitka, že hudba „není tak bohata melodiemi jako kupř. hudba Lecocquova“. Zato Bendl projevil značnou formální zručnost a hudební vtip v instrumentaci. Upoutaly oba sbory založené na valčíkových motivech a velká baletní hudba, ze sólových čísel se skladatelovým lyrismem nejlépe souzněla melismatická arieta princezny a následující scéna setkání prince a princezny ve 2. dějství. Obecenstvo očarovala výprava, „tance a krásná skupení květinová“ (zejména grandiózní finále 2. aktu) a nevídané elektrické osvětlení p. Hájka, mechanika při obou zemských divadlech v Praze, znázorňující východ Slunce a Měsíce. Herecky i pěvecky zazářila především Terezie Boschettiová v titulní úloze, úloha Ispahana byla jednou z nejlepších kreací Jindřicha Mošny.
Ačkoli noviny tvrdily, že se Indická princezna setkala „s úspěchem tak skvělým, jakého se až posud na českých prknech nedomohla ani jediná z operet cizích“, původní poměrně brzo vyprchalo, Indická nevěsta se ve výsledku zdaleka netěšila stejné přízni obecenstva jako díla pařížských a vídeňských mistrů. Vina byla dávána libretu: přestože kritika zprvu tvrdila, že „text jest rozmarný a dle vzorů nejlepších moderních operet zosnován“, podle Ottova slovníku naučného „rozkošná, pikantní hudba [Indické princezny] by dnes zněla ke cti tvůrce svého, kdyby libretto její mělo jen trochu smyslu“. Ale ani pozdější přepracování libreta jí nezaručila stálý druhý život; pozdější znalec české operety Miroslav Šulc soudil, že „Bendl kopíruje ve formě i duchu“.
Inscenace na scénách Prozatímního divadla měla 14 repríz v roce 1877, poté ještě tři roku 1880 a šest roku 1883. V Národním divadle se zprvu opereta nehrála, a tím se cyklus uvádění přerušil. Indická princezna se sem vrátila až roku 1906 s libretem podstatně přepracovaným Karlem Maškem; dosáhla v této podobě sedmi představení. Ojediněle byla uváděna v těchto i jiných podobách i v dalších českých divadlech. Naposledy ji hrálo Slezské oblastní divadlo Zdeňka Nejedlého v Opavě, premiéra 14. října 1953, v úpravě Vladimíra Jirouska, který s Miroslavem Homolkou napsal též nové texty písní.
Partitura, klavírní výtah a hlasy původní ho znění operety se nacházejí v archivu Národního divadla. Libreto původního znění (pouze zpěvních čísel) bylo vydáno v Praze roku 1877, přepracovaná verze libreta od Karla Maška byla vydána roku 1906.

## Osoby a první obsazení
| osoba | hlasový obor | premiéra (26. 8. 1877) |
| --- | ------------ | ---------------------- |
| Král Tšing-Tšang, panovník na ostrově Elefantě                                                                      | …            | Josef Frankovský       |
| Princezna Dželma, jeho dcera                                                                                        | soprán       | Terezie Boschettiová   |
| Patšulanta, její kojná                                                                                              | …            | Magdaléna Hynková      |
| Kerifa | …            | Josef Šmaha            |
| První ministr Tšing-Tšang krále                                                                                     | baryton      | Leopold Stropnický     |
| Chandrakupta, dozorce blázinců                                                                                      | bas          | Ferdinand Koubek       |
| Darajávus, perský princ                                                                                             | tenor        | Adolf Krössing         |
| Ispahani, jeho famulus                                                                                              | tenor        | Jindřich Mošna         |
| Fioretta, princeznina komorná                                                                                       | soprán       | Terezie Seifertová     |
| Zahradník, strážce princeznina parku                                                                                | …            | Antonín Pulda          |
| Jelva, dívka indická                                                                                                | …            | Anna Čapková           |
| Jesika, dívka indická                                                                                               | …            | Magdaléna Rambousková  |
| První mladík | …            | Neuhauser              |
| Druhý mladík | …            | Alois Holoubek         |
| Třetí mladík | …            | Josef Čapek            |
| Rozamunda, nejstarší žena Tšing-Tšang krále                                                                         | …            | Karolína Petržílková   |
| Idola, další žena Tšing-Tšang krále                                                                                 | …            | Cecílie Vaněčková      |
| Efenduna, další žena Tšing-Tšang krále                                                                              | …            | Hulešová               |
| Mariffa, další žena Tšing-Tšang krále                                                                               | …            | Marie Rottová          |
| Aduna, další žena Tšing-Tšang krále                                                                                 | …            | Karolína Musilová      |
| První učenec | …            | Antonín Šott           |
| Druhý učenec | …            | Petr Doubravský        |
| Dvořané, pážata, heroldi, mouřenínové, bajadérky, stráže a vojsko                                                   |              |                        |
| Dirigent Adolf Čech, režie:Antonín Pulda, choreografie: Marie Hentzová, výprava: Hugo Ullik, kostýmy: František Sák |              |                        |

## Děj operety

### 1. dějství
(Velké prostranství indického města na ostrově Elefantě) Děvčata a hoši nabírají vodu z fontány. Když se však rozlehne zvěst, že městem prochází princezna, zahánějí děvčata své hochy do bezpečného úkrytu (č. 1 sbor Pozor dejme, dívky milé).Přicházejí Darajávus, perský princ, a Ispahani, jeho společník, již pro své potěšení cestují inkognito po Indii (č. 2 entré – duet Nám život krásný je cíl). Za zdí je slyšet zoufalý zpěv (č. 3 sbor za scénou O Dželmo! Dželmo ty spanilá!) Chandrakupta, dozorce blázince, vysvětluje Ispahanimu, že jsou to blázni, které pomátl jediný pohled na princeznu: před její krásou si není žádný muž jist zdravým rozumem (č. 4 tercet Ach věru, je to k popukání). Podle věštby může lék najít jen „moudrý muž co žena, bývalý krejčí, jenž proměniv se v otroka, odčiní kouzlo s princezny a všechno opět o pořádku uvede“.
Princ se však přes varování nechce chránit pohledu na princeznu, ba naopak začíná po něm toužit (č. 5 duet Ať bloud ten co chce již prorokuje). Princezna se blíží, vypuká panika, neboť všichni muži prchají (č. 6 sbor Ustupte! ustupte! přichází!). Na prvním voze přijíždí princeznina kojná Patšulanta. Nejprve prince varuje, aby se vzdálil, ale za dary mu naopak slíbí, že mu umožní vidět princeznu bez závoje. V průvodu (č. 7 balet) přijíždí princezna na zlatém voze se svou komornou Fiorettou. Princ ji vášnivě vyznává lásku a snaží se nahlédnout pod její závoj, čemuž se Dželma úspěšně brání. Zatím Fioretta a Ispahani v sobě s překvapením poznávají dávno pohřešované manžela a manželku (č. 8 finále Ach, mládče, zmírni vášeň svou… Jeť tvrdé srdce tvoje… Nuž sbohem buď, mne pamatuj).

### 2. dějství
(Rozkošný park) Patšulanta zařídila, jak dostat prince a Ispahaniho do princezniny blízkosti, totiž v převlečení za ženy. Ispahani v oděbu indické bajadéry se setkává s Fiorettou: po chvíli hašteření obnovují svou lásku (č. 9 duet Fioretto! – Co vidím!... Nechce nikterak ke mně se znáti… Věřte, nezná láska zlosti, hněvu). Též princ přichází jako tanečnice. Oba muži v ženských šatech zaujmou prvního ministra Kerifu a laškují s ním (č. 10 tercet Není radno s námi hráti… To věru k pomilování).
Princezna samotná přichází natrhat květiny, přičemž vzpomíná na cizince, do kterého se hned zamilovala (č. 11 arietta Jeť život bídný takto žíti v trudu). Princ přichází opět v mužském obleku a princeznu konečně spatřuje bez závoje; ta se před ním nejprve snaží ukrýt obličej, nakonec však spočine v jeho náruči (č. 12 duet Ó neodvracej ode mne zraky své… Nevěřím já bludům čarným). V doprovodu svých dvořanů přichází král Tšing-Tšang, vítán obyvateli (č. 13 sbor Tšing-Tšang, náš král, buď zdráv). Král dává povel k ryčné hudbě na počest své dcery (č. 14 sólo se sborem Již trouby zněte: Tratatá!). Následuje balet (č. 15)), po němž přivlečou ozbrojenci princeznu a prince. Král hodlá prince, ze kterého se podle něj již zjevně stal nebezpečný blázen, poslat na mučení; a když chce princezna následovat prince na smrt, král jí to umožní (č. 16 ensemble Probůh! Smilování!... Je to blázen, na mou věru!). Tu se objevuje Ispahani v oděvu velekněze. Tvrdí, že byl krejčím, ženou i otrokem – jak vyžaduje věštba – a že je nyní prorokem (č. 17 kuplet se sborem Již vstaňte teď, tak pravím já… Jsem, věřte, podivná vám věc, ó jé! ó jé!) Všichni včetně krále jsou jím ohromeni. Ispahan po straně uklidňuje prince a všem slibuje, že již zítra provede „mirákulum“ (č. 18 finále Již honem, páni, slavný průvod a tableaux).

### 3. dějství
Sbor učenců se radí, jak zachránit princeznu před nemocí lásky (č. 19 sbor učenců Když juristi, pamfletisti). Ispahani se mezi nimi objeví a vysvětlí jim, že zná v Evropě nárůdek, který má proti lásce univerzální prostředek (č. 20 kuplety V Evropě-li dva po sobě touží) – totiž manželství.
Princ uprchl ze žaláře a setkává se s princeznou. Na kolenou jí slibuje lásku, bude-li jeho ženou. Princezna chce být „jeho“, ale neví, co znamená být „jeho ženou“, což jí princ ozřejmí pomocí zoologických příměrů (č. 21 duet Zda víš, proč ten slavíček… Inu to muž s ženuškou jest). Král s veškerým dvořanstvem jim tlumočí výrok velekněze (Ispahana): Darajávus a Dželma se musí stát manželi (č. 22 finále Není pomoc – musíte být svoji). U Šivova oltáře si oba podají ruku (apotéoza a č. 23 finále hymnus Oh, hymnus vřelý již zapějme).